# Богоявление (село, Москва)
Богоявление — село в Троицком административном округе Москвы (до 1 июля 2012 года было в составе Подольского района Московской области). Входит в состав района Вороново.

## Население
| 1859 | 1890 | 1899 | 1926 | 2002 | 2006 | 2010 |
| ---- | ---- | ---- | ---- | ---- | ---- | ---- |
| 240  | ↗292 | ↘230 | ↘225 | ↘12  | →12  | ↗38  |

## География
Село расположено в южной части Троицкого административного округа, у границы с Чеховским районом Московской области, примерно в 31 км к юго-западу от центра города Подольска, с которым связано автобусным сообщением.
В 3 км к северо-западу от села проходит Калужское шоссе А130, в 2 км к северу — Большое кольцо Московской железной дороги, в 16 км к северу — Московское малое кольцо А107. У села берёт начало река Лопасня.
К селу приписано 11 садоводческих товариществ (СНТ). Ближайший населённый пункт — деревня Алексеевка, ближайшая железнодорожная станция — Кресты.

## История
Название села произошло от церкви Богоявления Господня. В 1733 году деревянная Богоявленская церковь была построена здесь по инициативе помещика Остафьева. В 1840-х годах на её месте была построена новая каменная Богоявленская церковь в стиле позднего классицизма.
В 1930-х годах Богоявленскую церковь закрыли. В 1990-х церковь вновь открыли, были проведены восстановительные работы. От бывшей помещичьей усадьбы сохранились парк и пруды.
В «Списке населённых мест» 1862 года — владельческое село 1-го стана Подольского уезда Московской губернии по левую сторону Московско-Варшавского шоссе, из Подольска в Малоярославец, в 30 верстах от уездного города и 5 верстах от становой квартиры, при реке Лопасне и колодцах, с 28 дворами, православной церковью и 240 жителями (119 мужчин, 121 женщина).
По данным на 1890 год — село Клёновской волости Подольского уезда с 292 жителями.
В 1913 году — 40 дворов, земское училище и усадьба Давыдовой.
По материалам Всесоюзной переписи населения 1926 года — центр Богоявленского сельсовета Вороновской волости Подольского уезда в 1,1 км от Варшавского шоссе и 19,2 км от станции Нара Киево-Воронежской железной дороги, проживало 225 жителей (82 мужчины, 143 женщины), насчитывалось 44 крестьянских хозяйства, имелась школа.
1929—1946 гг. — населённый пункт в составе Красно-Пахорского района Московской области.
1946—1957 гг. — в составе Калининского района Московской области.
1957—1963, 1965—2012 гг. — в составе Подольского района Московской области.
1963—1965 гг. — в составе Ленинского укрупнённого сельского района Московской области.
С 2012 г. — в составе города Москвы.